# テレビドクター
『テレビドクター』（てれびどくたー）は、1975年4月6日から2009年10月11日までに、読売テレビにて毎週日曜に放送された、関西ローカルの医療情報番組である。

## 番組概要
- 毎週、関西地区の有名な現役の医師が登場し、最近注目されている病気を優しく解説していた。

## 放送時間
- 放送開始から1980年代半ばまでは8:15 - 8:30だったが、日本テレビ系列の同時ネット番組の編成により、6:15 - 6:30に放送されていた。
- なお、毎年8月に開催される『24時間テレビ 「愛は地球を救う」』編成時や正月三が日と重なる場合は休止となっていた。
- テレビ金沢、福井放送、南海放送でも放送されていた。
- 34年6ヶ月に渡る長寿番組でもあったが、2009年10月11日に第1742回目の放送をもって終了。
- 後継は『サンデー・ドクター』。（毎週日曜5:50-6:00で、2009年10月18日開始から2014年3月30日終了まで放送）

## 司会者（「きき手」として表記）
- 柴田道子
- 高田薫（共に大阪テレビタレントビューローに所属している関西のフリーアナウンサー）
- 竹山祐一（当時読売テレビアナウンサー）

## 提供スポンサー
- 番組開始以来、東京都と大阪市に本社を置く大手製薬会社メーカー・武田薬品を中心とする武田薬品グループ（ビオフェルミン製薬、天藤製薬（ボラギノール名義）、千寿製薬、あすか製薬（旧:グレラン製薬））の一社提供である。
- ただし、「協賛」として表記されており、アナウンスも「この番組は、ご覧の各社の協賛でお送り致します（致しました）」で済ませている。
- これは、サンデー・ドクターにも引き続き系譜される。